# Cryptus lugubris
Cryptus lugubris är en stekelart som beskrevs av Johann Ludwig Christian Gravenhorst 1829. Cryptus lugubris ingår i släktet Cryptus och familjen brokparasitsteklar. Arten är reproducerande i Sverige. Utöver nominatformen finns också underarten C. l. atrifemur.